# 深圳大学图书馆
深圳大学图书馆（英語：Shenzhen University Library）是位于深圳大学校园内的图书馆，于1983年随深圳大学建立而启用，由粤海校区北馆、粤海校区南馆和丽湖校区分馆组成。
截至2022年12月，深圳大学图书馆馆舍面积为9.1万平方米，拥有印刷型图书约451.5万册，电子图书约303.01万册。

## 概况
深圳大学图书馆始建于1983年，1986年9月，深圳大学图书馆搬迁至粤海校区北馆；2009年5月，深圳大学图书馆南馆启用；2017年5月，丽湖校区临时分馆启用；2022年4月，丽湖校区中央图书馆试运营；2022年10月，丽湖校区中央图书馆正式启用。
2009年6月，深圳图书馆、深圳市科技图书馆和深圳大学图书馆三方共建的文献共享平台——深圳文献港开通；2017年，深圳大学图书馆加入粤港澳高校图书馆联盟。

## 馆舍

### 粤海校区北馆

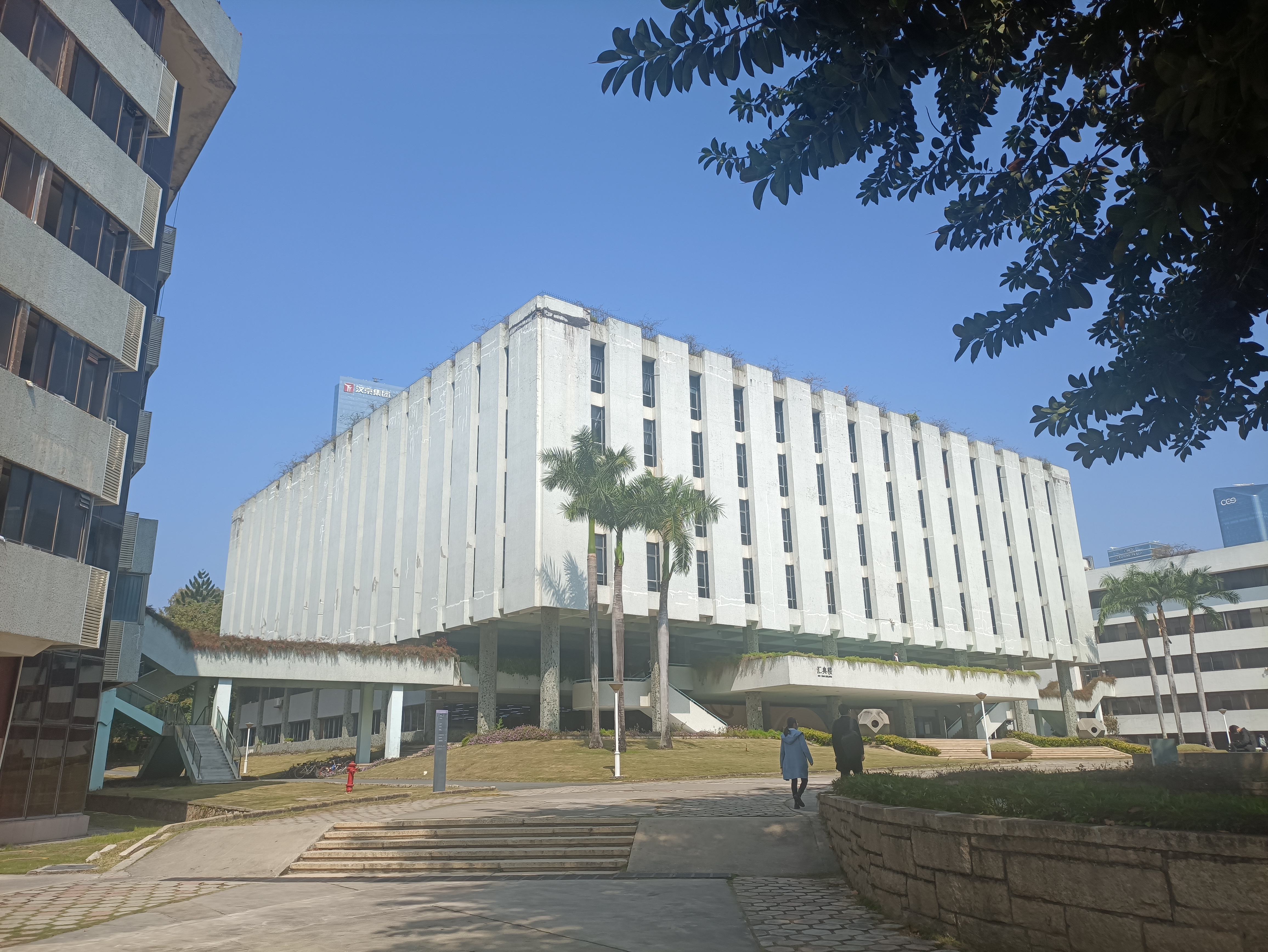
粤海校区北馆（汇典楼）

粤海校区北馆又名汇典楼，于1986年9月启用，建筑面积为23,441㎡，共有1742个座位，位于深圳大学粤海校区校园中心，天人广场北侧，系深圳大学建校初期最高的建筑、中国最早使用中央空调的大学图书馆，体现“图书馆是大学的心脏”的理念。
粤海校区北馆建筑外观似方盒体，通过左右两侧的楼梯将人流引入二楼的入口大平台，师生们可以在大平台上休息、观景和聚集，左右侧分别通过连廊与汇元楼（办公楼）和汇紫楼（教学楼）相连接，最大限度方便师生前往图书馆北馆。
目前，粤海校区北馆的藏书以人文、社科、艺术类书籍为主，顶层为特藏室，藏有港台书籍和古籍等特色文献。
| 楼层   | 库室名称                       |
| ------ | ------------------------------ |
| 负一楼 | 密集库（中文社科图书）         |
| 负一楼 | 密集库（社科过刊合订本）       |
| 一楼   | 中文文学图书室                 |
| 一楼   | 一楼学习空间                   |
| 二楼   | 二楼学习空间                   |
| 三楼   | 中文社会科学图书室             |
| 四楼   | 中文社会科学图书室／艺术图书室 |
| 四楼   | 中外文现刊室                   |
| 五楼   | 中文文科样本书和工具书室       |
| 六楼   | 特藏室                         |

### 粤海校区南馆
粤海校区南馆又名汇智楼，于2009年5月启用，建筑面积为25,000㎡，共有1255个座位，位于深圳大学天人广场南侧，粤海校区北馆的对面，建筑风格简洁明亮，藏书以理工、外文类书籍为主。
2024年8月，粤海校区南馆开展修缮工作，目前处于临时关闭状态。
| 楼层   | 库室名称                                     |
| ------ | -------------------------------------------- |
| 负一楼 | 密集库（外文图书、中文理工图书）             |
| 负一楼 | 密集库（外文过刊合订本、中文理工过刊合订本） |
| 负一楼 | 密集库（中外文报纸合订本）                   |
| 二楼   | 电子阅览室                                   |
| 二楼   | 研讨间                                       |
| 二楼   | 境内报纸室                                   |
| 二楼   | 中文自然科学／医学图书室                     |
| 三楼   | 中文工业技术图书室                           |
| 四楼   | 中文计算机科学图书室                         |
| 五楼   | 外文图书室                                   |

### 丽湖校区分馆

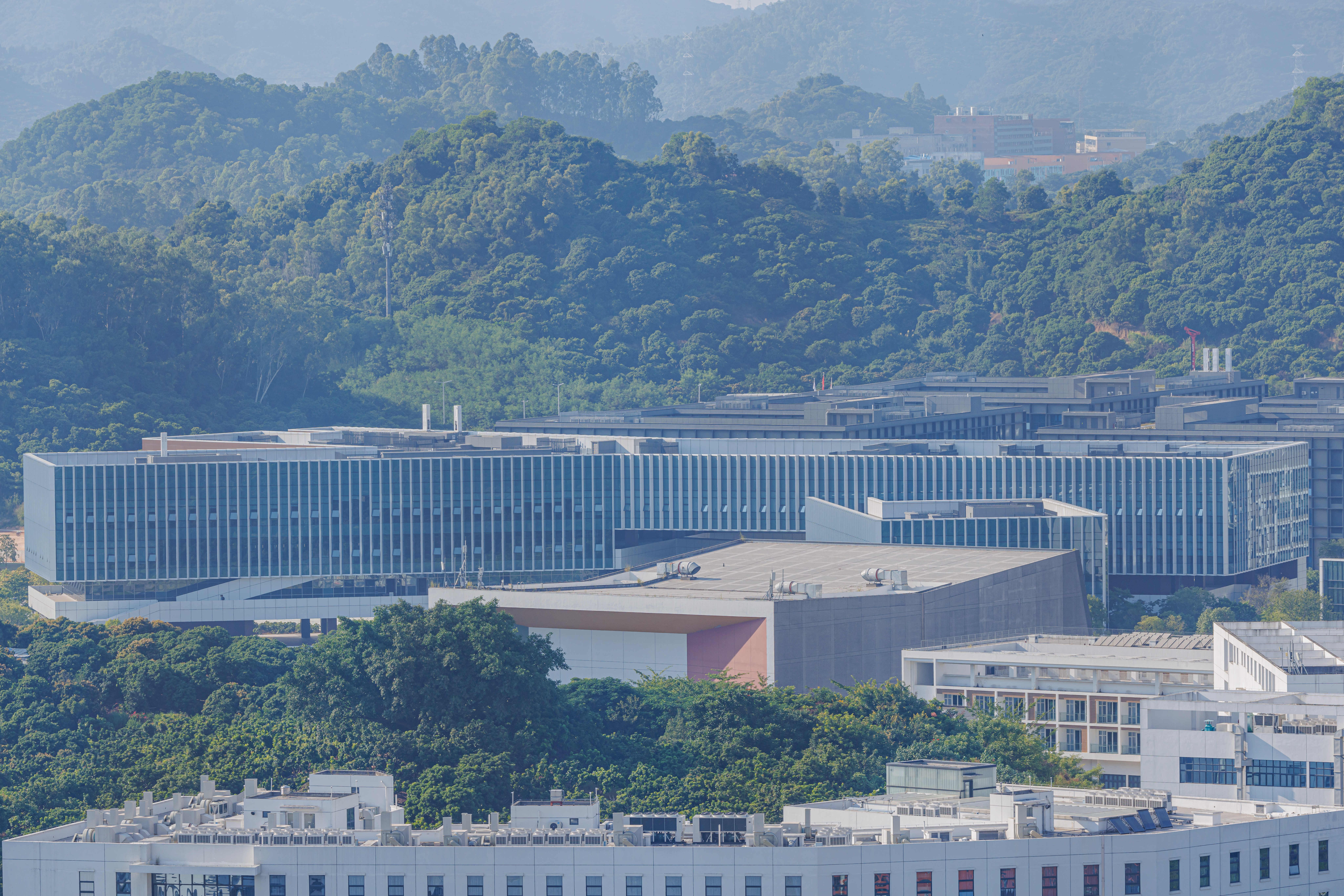
丽湖校区中央图书馆（启明楼）

丽湖校区分馆于2017年5月启用临时分馆，位于守慧楼（原A6图书馆综合楼）的1-2层，已于2023年1月停用。
丽湖校区中央图书馆（启明楼）位于丽湖校区中心，2022年4月试运营，2022年10月全面启用。中央图书馆设计面积约40,000㎡，最多可容纳藏书300万册，从高处鸟瞰中央图书馆呈“K”字型轮廓，意为“Key to Knowledge”，并建有中国内地高校图书馆第一个智能立体书库，是丽湖校区标志性建筑物。
目前，丽湖校区分馆的藏书以医药卫生、自然科学、法学等类别书籍为主。
| 楼层     | 主要设施                 |
| -------- | ------------------------ |
| 一、二楼 | 智能立体书库             |
| 二楼     | A2综合书刊               |
| 二楼     | D2研讨间（创新学习空间） |
| 二楼     | 二楼学习空间             |
| 三楼     | A3医药、卫生图书         |
| 三楼     | C3自然科学及外文图书     |
| 三楼     | D3研讨间（创新学习空间） |
| 三楼     | 三楼学习空间             |
| 四楼     | A4法律图书               |
| 四楼     | C4哲学社会科学图书       |
| 四楼     | 四楼学习空间             |

## 馆务

### 借阅
深圳大学图书馆读者证是已开通图书馆功能的校园卡，持深圳大学校园卡的教工、学生，可进入书库进行借阅。教职工、研究生可借图书30册，本科生可借图书15册，外籍教师可借图书20册，外籍学生、自考生、进修生可借图书5册，外借期限为60天，教职工、研究生可续借1次，续借期为30天（从续借当日计算）。

### 选座
深圳大学图书馆约有5000个阅览室座位。为维护读者平等使用阅览室座位的权益，深圳大学图书馆采用电脑系统管理座位，可通过微信选座和刷卡选座等方式进行选座（丽湖校区中央图书馆仅支持微信选座）。

### 开放时间
目前，深圳大学图书馆的开放时间为07:30-23:30（寒暑假及法定公众假日除外）。